# Louise Jopling
Louise Jane Jopling (nascida Goode, anteriormente Romer e mais tarde Rowe) (Manchester, 16 de novembro de 1843 - 19 de novembro de 1933) foi uma pintora inglesa da Era Vitoriana e uma das artistas femininas mais proeminentes de sua geração.

## Biografia

### Primeiros anos
Louise Jane Goode nasceu em Manchester, a quinta dos nove filhos do empreiteiro ferroviário Thomas Smith "T.S." Goode e sua esposa Frances. Ela se casou aos dezessete anos com o funcionário público Francis "Frank" Romer. A Baronesa de Rothschild, uma conexão de Romer, encorajou Louise a perseguir a desenvolver sua arte. No final da década de 1860, ela estudou em Paris com Charles Joshua Chaplin e Alfred Stevens, e expôs seu trabalho pela primeira vez no Salon de Paris. Ela inscreveu trabalhos nas mostras da Academia Real Inglesa, 1870-73 (como Louise Romer). Após a morte de Romer em 1872, ela se casou com o artista da Vanity Fair Joseph Middleton Jopling em 1874, que foi padrinho no casamento de James McNeill Whistler com Beatrix Godwin. Dos filhos de seu primeiro casamento, apenas um filho, Percy Romer, sobreviveu à infância. Ela teve outro filho, Lindsay Millais Jopling, de seu segundo casamento; a criança recebeu o nome de seus dois padrinhos, Sir Coutts Lindsay, fundador da Galeria Grosvenor, e John Everett Millais.